# Senilites tristanicola
Senilites tristanicola är en skalbaggsart som beskrevs av Brinck 1948. Senilites tristanicola ingår i släktet Senilites och familjen dykare. Inga underarter finns listade i Catalogue of Life.